# Soddì
Soddì ist eine italienische Gemeinde (comune) mit 121 Einwohnern (Stand 31. Dezember 2023) im Westen Sardiniens in der Provinz Oristano. Die Gemeinde liegt etwa 34,5 Kilometer nordöstlich von Oristano am Lago Omodeo. Bis 1979 war die heutige Gemeinde noch ein Ortsteil von Ghilarza.

## Verkehr
Durch die Gemeinde führt die Strada Statale 131 Diramazione Centrale Nuorese von Abbasanta nach Olbia.

## Einzelnachweise

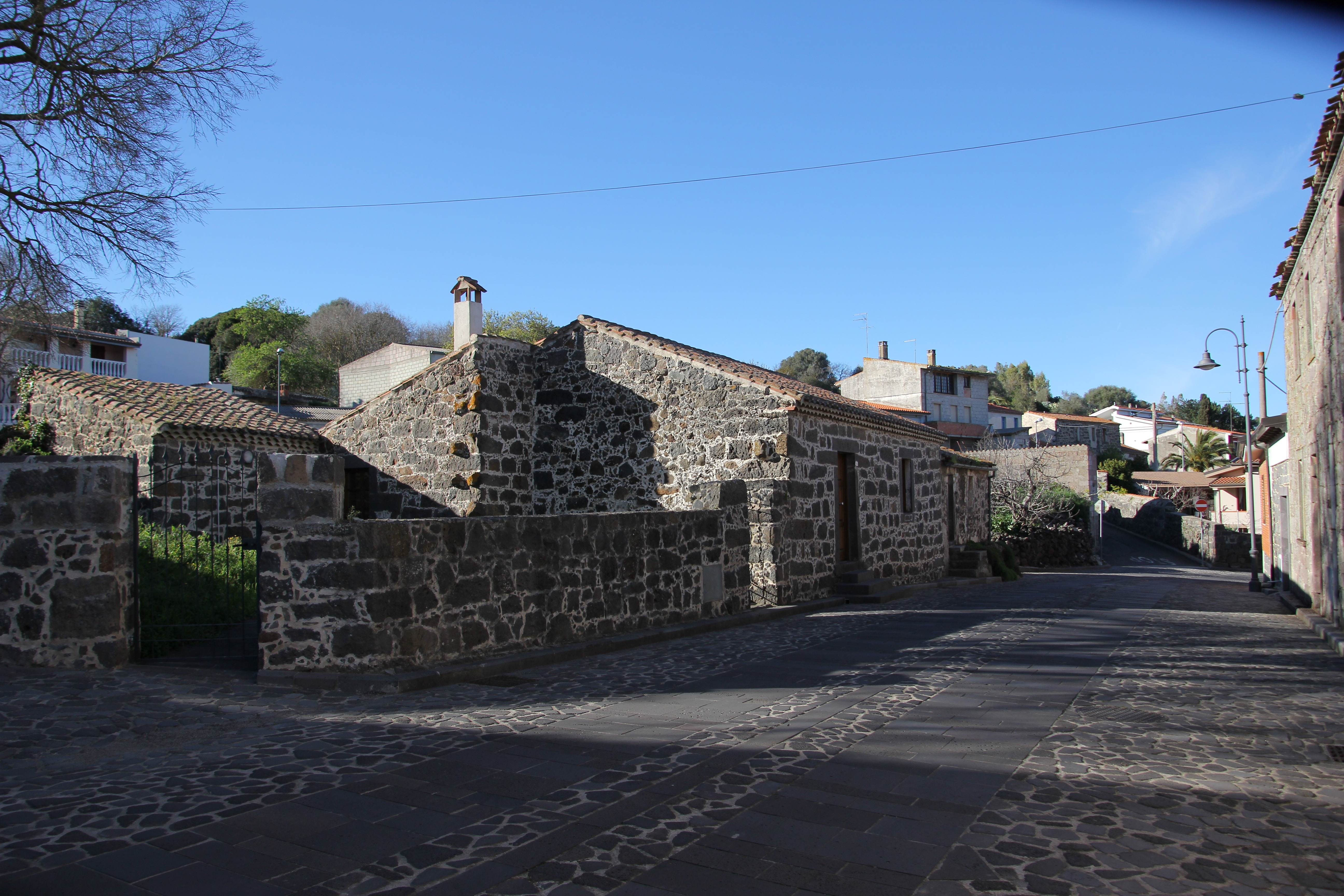
Soddì